# Teresa Roca i Formosa
Teresa Roca i Formosa (Gavà, Baix Llobregat, 20 de setembre de 1925 - Barcelona, 11 d'abril de 2016) fou una destacada promotora social i cultural catalana.
Filla de Maties Roca Soler. El 1969 va fundar amb el seu espòs, el jurista Josep Maria Vilaseca i Marcet, la Fundació Jaume Bofill, de la qual va ser presidenta fundadora. Ha destacat en la tasca de contribuir a l'afirmació nacional catalana en el marc del respecte i de la promoció dels pobles. El 2009 va rebre la Creu de Sant Jordi de la Generalitat de Catalunya.